# Tuira
De Tuira (Spaans: Río Tuira) is een rivier in Panama in de provincie Darién. Met 230 km is het de op een na langste rivier in het land, de langste is de Chucunaques, de Tuira is wel de breedste van Panama. Hij mondt uit in de Golf van San Miguel.
- Library of Congress Control Number: sh85138498
- Nationale Bibliotheek van Israël: 987007555914405171
- Virtual International Authority File: 315526379
- WorldCat: E39PBJr7Qf4B3JdtTWDhx4hrbd